# Nights in Ballygran
Nights in Ballygran is de vijfde aflevering van het eerste seizoen van de televisieserie Boardwalk Empire. De episode werd geregisseerd door Alan Taylor. Nights in Ballygran werd in de Verenigde Staten voor het eerst uitgezonden op 17 oktober 2010.

## Verhaal
In Chicago ontfermt Jimmy zich over Pearl, de verminkte prostituee. Pearl wordt door hem verzorgd in een bordeelkamer. Dat is niet naar de zin van de eigenaar Johny Torrio omdat Pearl niet werkt en dus geen geld verdient voor hem. Pearl denkt dat haar leven nooit meer mooi kan worden. Jimmy vertelt Pearl een mooi verhaal over een verliefd koppel.
In Atlantic City wordt St. Patrick's Day volop voorbereid. De Ierse feestdag is een dag die in het teken staat van Ierland en drinken. De drooglegging lijkt niets aan dat tafereel te veranderen. Nucky en zijn broer Eli hebben elk hun redenen om niet uit te kijken naar de feestdag. Voor Nucky is het een vervelende dag waarin dronkenlappen zijn plezier verstoren. Voor Eli is dan weer een zoveelste dag waarop zijn broer met alle aandacht gaat lopen. Daarom besluit hij zelf een toespraak voor te bereiden.
Margaret probeert zich in de gunst van Nucky te werken, maar hij weigert haar aandacht te geven. Margaret is teleurgesteld en besluit wraak te nemen. Ze wil dat de opslagplaats voor alcohol achter haar huis wordt gesloten. Nucky liegt en zegt dat hij het zal regelen. Wanneer Margaret vervolgens merkt dat James Neary, één van Nucky's werknemers, de opslagplaats nog steeds gebruikt, stapt ze naar de cynische FBI-agent Van Alden.
Wanneer de voornaamste politici op St. Patrick's Day samenkomen, vindt Eli dat het tijd is voor zijn toespraak. Maar zijn tekst zorgt voor een conflict tussen de echte Ieren en de Ierse Amerikanen. Nucky laat de sfeer met een grapje omslaan en redt zo zijn broer. Eli neemt zijn gebaar echter niet in dank af. Wanneer het feest op gang komt, valt FBI-agent Van Alden binnen. Hij laat niet met zich sollen en arresteert James Neary. De zaal wordt gesloten en de politici worden naar huis gestuurd. Buiten worden ze opgewacht door Margaret met de overige leden van de Temperance League. Nucky merkt haar op.
Nadat Pearl zich met haar grote snijwonde in het gezicht in het bordeel heeft vertoond pleegt ze zelfmoord. Later brengt Jimmy voor het eerst een bezoekje aan een opiumbar.
Nucky besluit later op de avond Margaret een bezoekje te brengen. Margaret doet de deur open, waarna de twee in elkaars armen vallen.

## Cast
- Steve Buscemi - Enoch "Nucky" Thompson
- Kelly Macdonald - Margaret Schroeder
- Michael Pitt - Jimmy Darmody
- Shea Whigham - Eli Thompson
- Michael Shannon - Nelson Van Alden
- Gretchen Mol - Gillian
- Michael Stuhlbarg - Arnold Rothstein
- Robert Clohessy - Ward Boss Neary
- Aleksa Palladino - Angela Darmody
- Dabney Coleman - Commodore Louis Kaestner
- Anthony Laciura - Eddie Kessler
- Emily Meade - Pearl
- Stephen Graham - Al Capone
- Tom Aldredge - Vader van Nucky

## Titelverklaring
Nights in Ballygran is de titel van de aflevering en verwijst naar de eerste regel van het Ierse folknummer Carrickfergus. De eerste regel luidt als volgt: "I wish I was in Carrickfergus, only for nights in Ballygran". Zowel Carrickfergus als Ballygran is een Ierse plaatsnaam. Het liedje wordt in de aflevering twee keer gebruikt. Met dit nummer wordt er verwezen naar de Ierse roots van Nucky Thompson en naar St. Patrick's Day.

## Culturele verwijzingen
- Eli wil een toespraak houden en leert hoe hij dat moet doen uit het boek Public Speaking and Influencing Men in Business van Dale Carnagey. Het boek werd in 1913 voor het eerst uitgebracht.
- Pearl en Jimmy gebruiken opium om de pijn te verzachten.
- Arnold Rothstein geeft toe dat hij de Chicago White Sox tijdens de World Series van 1919 heeft omgekocht.
- Nucky en Eli behoren tot de Ancient Order of Celts.
- In de kamer van Pearl hangen pagina's uit Photoplay, een Amerikaans filmmagazine dat bestaat sinds 1911.